# Marcus Becker
Marcus Becker (Merseburg, Saxónia-Anhalt, 11 de setembro de 1981) é um ex-canoísta de slalom alemão na modalidade de canoagem.
Foi vencedor da medalha de prata em slalom C-2 em Atenas 2004, junto com o seu colega de equipa Stefan Henze.